# New York (film)
New York (hindi. न्यू यॉर्क) – bollywoodzki thriller z 2009 roku w reżyserii Kabira Khana, wyprodukowany przez Adityę Choprę w wytwórni Yash Raj Films według scenariusza Sandeep Srivastava. W rolach głównych wystąpili John Abraham, Katrina Kaif, Neil Nitin Mukesh i Irrfan Khan. 
Świat zmieniony po World Trade Center. Ameryka widziana oczyma Azjatów, którzy po 11 września stali się dla FBI zwierzyną. Polowanie na terrorystów. Pamięci 1200 nielegalnie zatrzymanych i torturowanych. Na tym tle historia przyjaźni trójki Indusów rozdzielonych miłością dwójki z nich.

## Obsada
| Aktor/Aktorka       | Role                |
| ------------------- | ------------------- |
| John Abraham        | Sameer Sheikh (Sam) |
| Katrina Kaif        | Maya                |
| Neil Nitin Mukesh   | Omar Aijaz          |
| Irrfan Khan         | Agent Roshan        |
| Aidan Wagner        | Danyal Sheikh       |
| Nawazuddin Siddiqui | Zilgai              |
| Mirza Ali Quli      | Zaheer              |

## Fabuła
Omar, Sam, Maya spotykają się razem w amerykańskim college’u. Mimo że czując się Amerykanami dobrze odnajdują się w USA, łączą ich ze sobą bliżej indyjskie korzenie. Znają bollywoodzkie piosenki.Żartują ze sobą w hindi. Wkrótce stają się nierozłączną trójką przyjaciół. Sam (John Abraham) to gwiazda wśród studentów. Omarowi (Neil Nitin Mukesh) wystarcza cicha miłość do Mayi (Katrina Kaif). Wszystko się zmienia, gdy Omar odkrywa, że Maya i Sam się kochają. Jego dramat osobisty pogłębia tragedia World Trade Center. Wszyscy są wstrząśnięci. Zaatakowano ich Amerykę. Ale dla muzułmanów z Azji po 11 września Ameryka przestaje być ich krajem. W każdym z nich zaczyna się widzieć terrorystę.
7 lat później pochodzący z Indii śledczy Roshan (Irfan Khan) szantażem zmusza aresztowanego muzułmanina Omara, by pojawił się w domu od lat niewidzianych przyjaciół. Jego zadaniem ma być wykorzystanie zaufania i pomoc FBI w powstrzymaniu terrorystycznej działalności Sama.

## Muzyka i piosenki
Muzykę do filmu skomponował Pritam Chakraborty, autor muzyki do Jab We Met, Life in a... Metro, Woh Lamhe, Hattrick (film), Just Married (film 2007), Bas Ek Pal, Pyaar Ke Side Effects, Dhoom, Naksha, Dhoom 2, Apna Sapna Money Money, Garam Masala, Chocolate, Dhan Dhana Dhan Goal, Król z przypadku czy Bhagam Bhag.
- Hai Junoon (KK)
- Mere Sang (Sunidhi Chauhan)
- Tune Jo Na Kaha(Mohit Chauhan) video
- Aye Saaye Mere (Pankaj Awasthi)
- Hai Junoon (Remix) (Kk)
- Mere Sang (Remix) (Sunidhi Chauhan) video
- Sam’s Theme
- New York Them.